# Paul R. Abramson (Psychologe)
Paul R. Abramson (* 24. Dezember 1949) ist ein US-amerikanischer Psychologe und Sexualwissenschaftler.

## Leben
Paul R. Abramson studierte an der University of Miami sowie am Connecticut College, bevor er 1976 an der University of Connecticut promovierte. 1976 wurde er Assistenzprofessor an der University of California, Los Angeles, dort ist er seit 1990 Full Professor für Psychologie. In den Jahren 1988 bis 1992 war er Herausgeber der Fachzeitschrift Journal of Sex Research. Abramson ist auch als Gutachter in Gerichtsverfahren zu Sexualstraftaten tätig.

## Schriften
Bücher
- (Hrsg.): Sexual nature sexual culture. 1995, ISBN 0-226-00182-2.
- mit Steven D. Pinkerton: With pleasure. Thoughts on the nature of human sexuality. 1995, ISBN 0-19-509358-5.
- mit Steven D. Pinkerton, Mark Huppin: Sexual rights in America. The Ninth Amendment and the pursuit of happiness. 2003, ISBN 0-8147-0692-4.
- Romance in the ivory tower. The rights and liberty of conscience. 2007, ISBN 978-0-262-01237-9.
- Sex appeal. Six ethical principles for the 21st century. 2010, ISBN 978-0-195-39389-7

Artikel
- mit Steven D. Pinkerton: Effectiveness of condoms in preventing HIV transmission. In: Science & Medicine. 44, 1997, S. 1303–1312.
- mit Steven D. Pinkerton: Homosexuality in Japan: Legal and social constraints. In: Donald J. West, R. Green (Hrsg.): Sociologic Control of Homosexuality. A Multi-Nation Comparison. 1997, ISBN 0-306-45532-3.
- mit Steven D. Pinkerton: The Bernoulli-process model of HIV transmission: Applications and Implications. In: David R. Holtgrave (Hrsg.): Handbook of Economic Evaluation of HIV Prevention Programs. 1998, ISBN 0-306-45749-0.